# Захария Иерусалимский
Преподобный Захария Иерусалимский (ум. 632 или 633) — православный святой, патриарх Иерусалимский с 609 по 632 или 633 год.

## Биография
О происхождении и ранних годах жизни Захарии ничего неизвестно. Патриархом Иерусалимским он был избран в 609 году. Иерусалим находился в то время в составе Византийской империи, которой в те годы (с 610 по 641) правил император Ираклий I. В 614 году армия противника Ираклия, иранского шаха Хосрова II из династии Сасанидов, вторглась в пределы Византийской империи и разграбила Иерусалим. Согласно армянскому летописцу VII века Себеосу, автору «Истории императора Ираклия», в Иерусалиме персы убили тысячи христиан и десятки тысяч угнали в плен. Среди последних был и патриарх Захария. 
Кроме того, персы увезли из Иерусалима в Иран и многие храмовые реликвии и ценности, включая Животворящий крест господень. 
На время, пока Захария находился в плену, местоблюстителем патриаршего престола был избран Модест Иерусалимский.
Война Ираклия с персами длилась долго. В 627 году он нанёс им решительное поражение в битве при Ниневии. По условиям мира, персы вернули в Иерусалим Животворящий крест и всех выживших пленников, среди которых был и патриарх Захария.
Вернувшись в Иерусалим, Захария, который в плену не уронил своего достоинства, снова занял кафедру патриарха, которую официально не покидал. Он мирно скончался в Иерусалиме в 632 (по другим данным, в 633) году. Следующим патриархом был избран Модест, который прежде  был местоблюстителем.
В православной церкви Захария Иерусалимский был прославлен в лике преподобного, его память совершается 6 марта.